# Robert Mestern

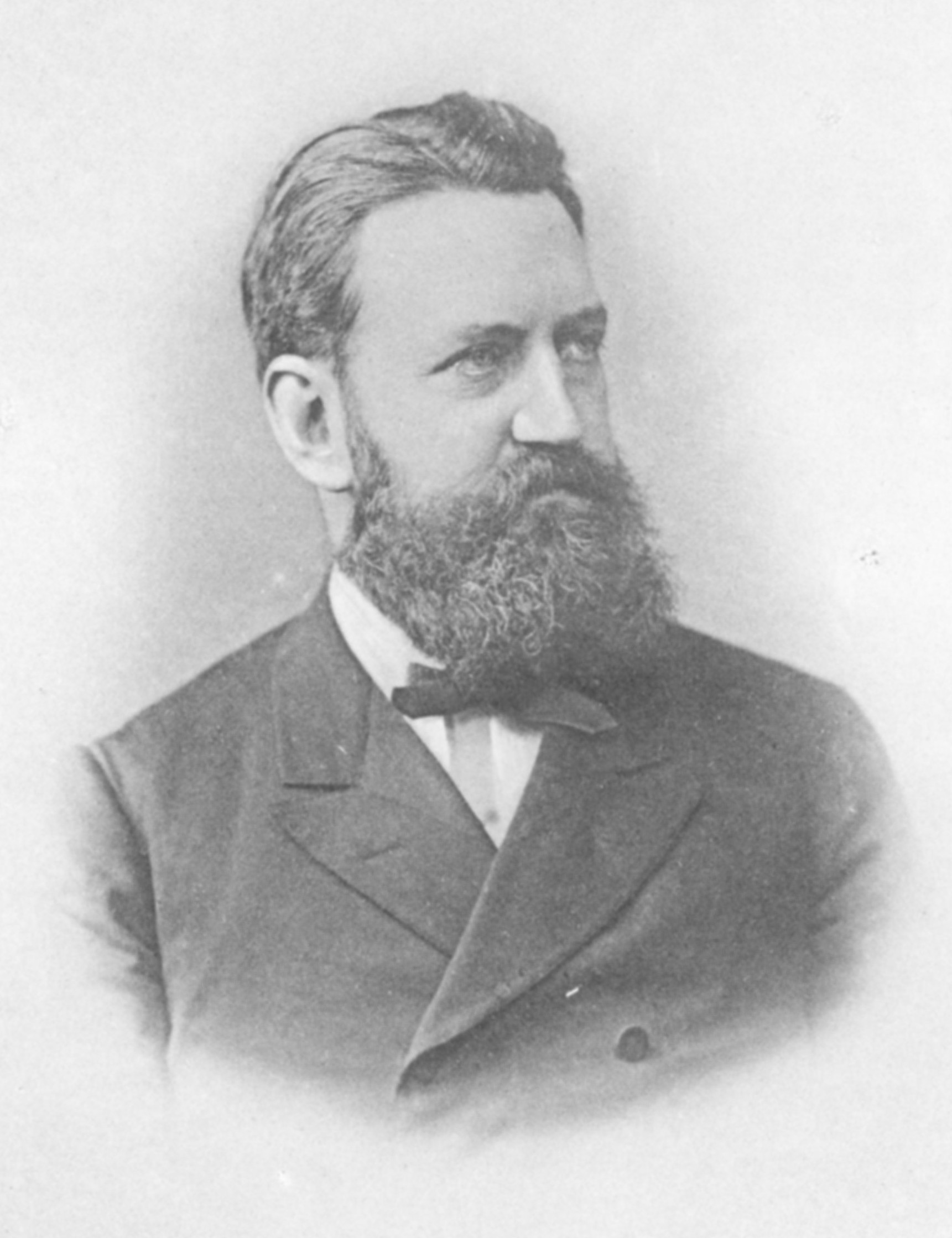
Robert Mestern

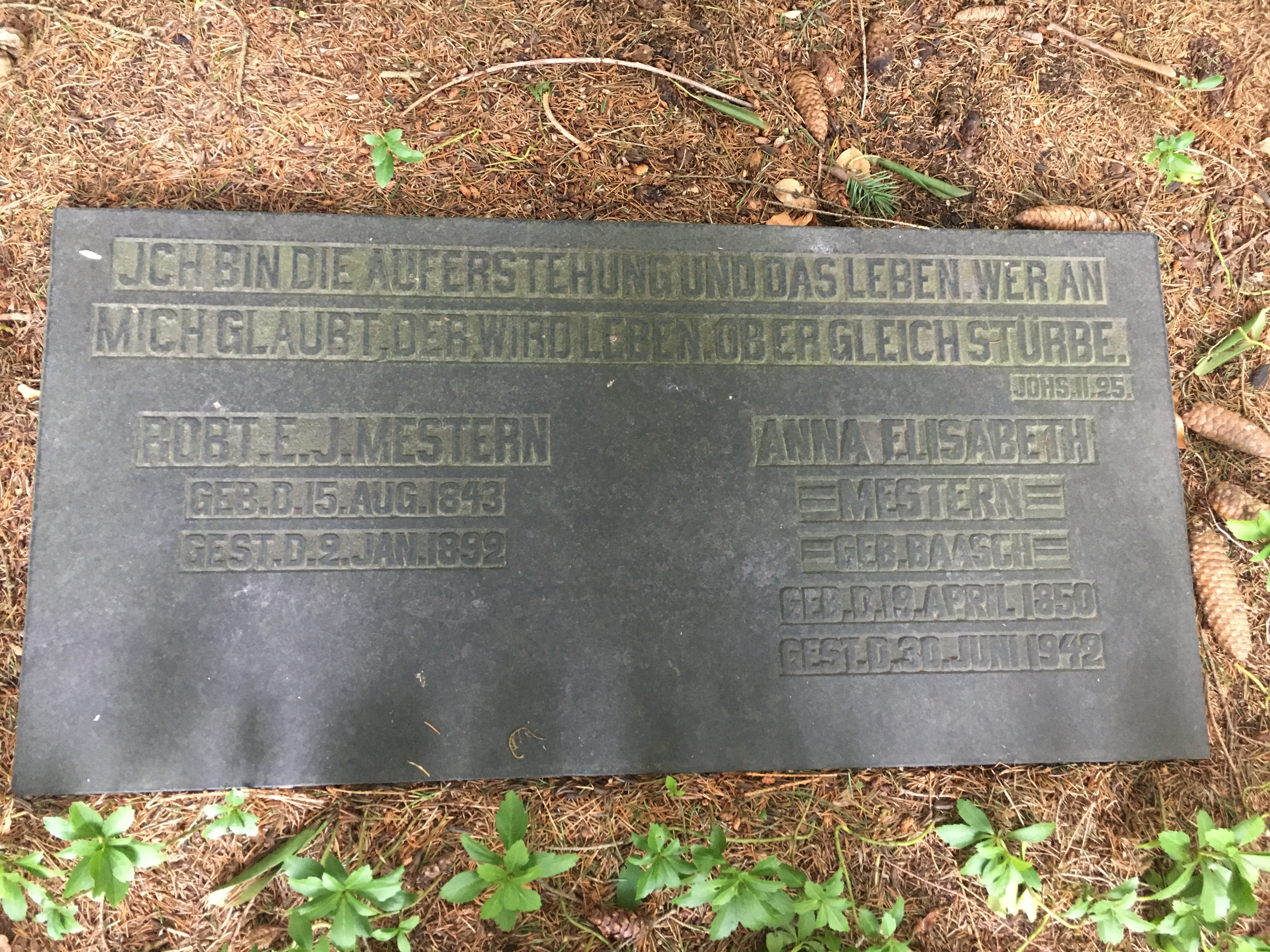
Grabstätte Robert Eduard Julius Mestern auf dem Ohlsdorfer Friedhof

Robert Eduard Julius Mestern (* 15. August 1843 in Hamburg; † 2. Januar 1892 in Alexandria) war ein Hamburger Kaufmann und Abgeordneter. 

## Leben
Mestern absolvierte eine kaufmännische Ausbildung bei der Firma A. Tesdorpf & Co. in Hamburg, die von Adolph Tesdorpf geführt wurde. Er wurde im September 1866 zum Prokuristen bestellt. Im Juli 1870 wurde Mestern Teilhaber und nach dem Rückzug von Adolph Tesdorpf 1876 Inhaber der Firma.
Mestern gehörte von 1885 bis 1892 dem Aufsichtsrat der Vereinsbank Hamburg an. Zeitweilig war Mestern auch Mitglied der Aufsichtsräte der Deutschen Levante-Linie und der Hamburg-Amerikanischen Packetfahrt-Actien-Gesellschaft. Mestern war Teil des Direktoriums der Norddeutschen Versicherungsgesellschaft, einer Vorläufergesellschaft der Ergo Versicherungsgruppe. Außerdem war er Mitglied des Verwaltungsrats der Lübeck-Büchener Eisenbahn-Gesellschaft.
Von 1880 an gehörte Mestern der Commerzdeputation an, die er von 1885 bis 1888 als Präses leitete.
Mestern gehörte von 1874 bis 1892 der Hamburgischen Bürgerschaft an. Er schloss sich der Fraktion der Rechten an.

## Familie
Der Vater war der aus Altona eingewanderte Kaufmann Johann Christian Andreas Mestern (1799–1884), der in Hamburg die Getreidehandelsfirma J.C.A. Mestern betrieb, seine Mutter Justine Lisette Wilhelmine Möring (1815–1892). Robert Mestern heiratete am 22. Oktober 1870 Anna Elisabeth Baasch, eine Schwester von Ernst Theodor Baasch.
Mestern wurde in der Familiengrabstätte auf dem Friedhof Ohlsdorf im Planquadrat Z 23 beigesetzt.